# Comuna Sloboda, Ovruci
Sloboda (în ucraineană Слобідська сільська рада) este o comună în raionul Ovruci, regiunea Jîtomîr, Ucraina, formată din satele Iaseneț, Korakî, Nîjnea Rudnea, Serednea Rudnea, Sloboda (reședința), Verhnea Rudnea și Zabolot.

## Demografie
Componența lingvistică a comunei Sloboda
     Ucraineană (98,38%)
     Belarusă (1,14%)
     Alte limbi (0,49%)
Conform recensământului din 2001, majoritatea populației comunei Sloboda era vorbitoare de ucraineană (98,38%), existând în minoritate și vorbitori de belarusă (1,14%).